# Мазинка
Мазинка (тат. Маҗын) — река в России, протекает по Татарстану. Устье реки находится в 22 км по правому берегу реки Мензеля. Длина реки составляет 10 км, площадь водосборного бассейна 56,6 км².

## Данные водного реестра
По данным государственного водного реестра России относится к Камскому бассейновому округу, водохозяйственный участок реки — Ик от истока и до устья, речной подбассейн реки — бассейны притоков Камы до впадения Белой. Речной бассейн реки — Кама.